# 小島智子 (政治家)
小島 智子（こじま ともこ、1961年〈昭和36年〉1月17日 - ）は、日本の政治家。立憲民主党所属の参議院議員（1期）。元三重県議会議員（4期）。

## 来歴
三重県多気郡大台町生まれ。銀行員だった父の転勤に伴い、紀伊長島町（現・紀北町）や大内山村（現・大紀町）を転々とする。大台町立三瀬谷中学校、セントヨゼフ女子学園高等学校、南山大学英語学英文学科卒業後、桑名市の市立中などで英語の教員や教頭を25年間勤める。
2011年の三重県議会議員選挙で桑名市・桑名郡選挙区から立候補しで初当選。以後、県議を4期務め、民主党県委員長などを務める。
2025年2月15日、立憲民主党三重県連は同年夏の第27回参議院議員通常選挙の三重県選挙区（改選数1）に小島を擁立すると発表。3月31日付で県議を辞職した。同年6月19日、立憲民主党の野田佳彦代表と日本共産党の田村智子委員長は国会内で会談し、1人区での候補者調整を視野に協力することで一致した。同月28日、共産党三重県委員会は三重県での独自候補の擁立を見送り、自主投票することを決めた。小島の実質的な支援に回った。
同年7月3日に第27回参議院議員通常選挙が公示され、三重県選挙区には小島、自由民主党現職の吉川有美、参政党新人のパート従業員の難波聖子、NHK党新人の計4人が立候補の届出を出した。7月16日に読売新聞が終盤情勢を発表し、「小島がややリードし、吉川が懸命に追い上げる」と報じた。7月20日、参院選執行。投票締め切りの20時にCBCテレビは小島の当選確実を報じた。しかし吉川の得票数は276,304票で、難波の得票数は202,436票。両者の得票率はあわせると57.1％もあった。小島の当選は参政党の躍進に助けられた面もあった。

## 人物
- 家族は夫・息子2人と孫6人（2025年7月時点）[1]。
- 2025年の参院選で議席を争った吉川有美は教員時代の元教え子にあたる[12]。

## 選挙歴
| 当落 | 選挙                     | 執行日         | 年齢 | 選挙区               | 政党       | 得票数     | 得票率 | 定数 | 得票順位 /候補者数 | 政党内比例順位 /政党当選者数 |
| ---- | ------------------------ | -------------- | ---- | -------------------- | ---------- | ---------- | ------ | ---- | ------------------ | ---------------------------- |
| 当   | 2011年三重県議会議員選挙 | 2011年4月10日  | 50   | 桑名市・桑名郡選挙区 | 無所属     | 1万2808票  | 22.43% | 4    | 2/6                | /                            |
| 当   | 2015年三重県議会議員選挙 | 2015年4月12日  | 54   | 桑名市・桑名郡選挙区 | 無所属     | 1万2225票  | 23.63% | 4    | 1/5                | /                            |
| 当   | 2019年三重県議会議員選挙 | 2019年4月7日   | 58   | 桑名市・桑名郡選挙区 | 無所属     | 1万1305票  | 22.10% | 4    | 2/5                | /                            |
| 当   | 2023年三重県議会議員選挙 | 2023年4月9日   | 62   | 桑名市・桑名郡選挙区 | 無所属     | 1万3177票  | 30.40% | 4    | 1/6                | /                            |
| 当   | 第27回参議院議員通常選挙 | 2025年07月20日 | 64   | 三重県選挙区         | 立憲民主党 | 33万9940票 | 40.58% | 1    | 1/4                | /                            |